# Zdeněk Chotěnovský
Zdeněk Chotěnovský (5. září 1929, Vysoké Mýto – 9. nebo 10. února 1993, Praha) byl český malíř, ilustrátor, grafik a scénograf.

## Život
Zdeněk Chotěnovský se narodil ve Vysokém Mýtě, kde také navštěvoval reálné gymnázium. Poté krátce studoval na Masarykově zemské průmyslové škole v Litomyšli a na Vyšší průmyslové škole strojnické v Děčíně. Roku 1951 byl přijat ke studiu architektury na Vysoké škole uměleckoprůmyslové v Praze, ale již roku 1952 přestoupil na studium užité grafiky a malby u profesora Františka Muziky, které dokončil roku 1956.
Po studiích několik let působil v Děčíně, natrvalo se přestěhoval do Prahy roku 1961, kde roku 1962 založil pětičlennou uměleckou skupinu Plakát se zaměřením na válečná témata a společenskou kritiku. Protože se roku 1968 stal signatářem výzvy Dva tisíce slov, bylo roku 1969 působení skupiny ukončeno.
Ve své tvorbě se Chotěnovký věnoval užité grafice, malířství, knižním ilustracím a televizní scénografii. Vynikl především jako autor plakátů (této tvorby musel po roce 1968 zanechat), k jeho velkým tématům patřil také ženský akt. Roku 1978 se oženil s výtvarnicí Jitkou Hanicovou, se kterou pracoval na řadě televizních inscenací. V souvislosti s politickými změnami v Evropě v 80. a 90. letech vytvořil cykly obrazů – například Memento, Kati, Vyšetřování nebo Nestvůry.

## Z knižních ilustrací
- Hana Bělohradská: Bez krásy, bez límce (1964).
- Rudolf Luskač: Hlas pralesa (1971).
- Karlludwig Opitz: Muzikanti třetí říše (1963) – frontispice.
- Romain Rolland: Okouzlená duše (1978).
- Václav Švarc:  Na vlnách moří a oceánů (1977).
- Volodymir Vladko: Potomci Skytů (1963).
- Marie Voříšková: Makaphovy dary (1963).
- Sapfó: Z písní lásky (1968).